# Gregory Prange
Gregory Prange ist ein US-amerikanischer Filmregisseur und Filmproduzent.

## Leben
Bevor Prange als Produzent und Regisseur tätig wurde, war er in den späten 1970er Jahren als Editor für verschiedene Filme verantwortlich. 1995 war er ausführender Produzent am Remake zur Serie Flipper mit dem heutigen Kinostar Jessica Alba in einer der Hauptrollen. Auch bei der Krimiserie Nash Bridges war er als Produzent tätig, bevor er 1998 zur Jugendserie Dawson’s Creek kam. Dort war er erst als beaufsichtigender Produzent tätig, bevor er ab der vierten Staffel die Verantwortung als einer der ausführenden Produzenten übernahm. Prange führte ebenfalls Regie in mehreren Episoden der Serie.
Im Jahr 2000 bekam Dawson’s Creek mit Rawley High – Das erste Semester ein Spin-off, das aber bereits nach wenigen Episoden abgesetzt wurde. Nach dem Ende von Dawson’s Creek im Jahr 2003 blieb Greg Prange Wilmington, dem Drehort der Serie, treu. Er arbeitete fortan an One Tree Hill, wo er ebenfalls die Aufgaben eines ausführenden Produzenten übernahm. Hier zeigte er sich als Regisseur von mehreren Episoden verantwortlich, bei denen er mit seinem Sohn Ian zusammenarbeitete.

## Auszeichnungen
Gregory Prange war 1988 zusammen mit Millie Moore für den Film To Heal a Nation (1988) für einen Emmy in der Kategorie Herausragender Schnitt für eine Miniserie oder einer speziellen Single-Camera-Produktion nominiert. 2001 war er für Dawson’s Creek (1998) für einen American Latino Media Arts Award in der Kategorie Herausragender Regisseur einer dramatischen Serie nominiert.